# 作東インターチェンジ
作東インターチェンジ（さくとうインターチェンジ） は、岡山県美作市にある中国自動車道のインターチェンジ（開発インターチェンジ）である。

## 概要
岡山県内初の建設費地元負担で設置された。

### 道路
- E2A 中国自動車道（11-1番）

## 歴史

### 年表
- 2005年（平成17年）3月6日 : 供用開始[1]。
- 2025年（令和7年）2月20日 : 料金所がETC専用になる[2]。

## 周辺
- バレンタインパーク作東

## 接続する道路
- 直接接続
  - 岡山県道86号作東インター線
- 間接接続
  - 国道179号

## 料金所
ブース数は4。

### 入口
- ブース数：2
  - ETC専用：1
  - サポート：1

### 出口
- ブース数：2
  - ETC専用：1
  - サポート：1

## 隣
E2A 中国自動車道
(11)佐用IC/BS - 上月PA/BS - (11-1)作東IC - 作東BS - 楢原PA - (12)美作IC/BS